# Agustín Moreto
Agustín Moreto y Cavana (n. aprilie 1618 - d. 28 octombrie 1669) a fost un preot și dramaturg spaniol.
A scris atât comedii, cât și drame istorice și mistere.
A aparținut cercului lui Calderón de la Barca.
Teatrul său se remarcă prin construcția solidă, finețea nuanțărilor psihologice și spiritualitatea dialogului, adesea prelucrări ale unor motive mai vechi și totodată modele urmate de Molière sau Marivaux.

## Scrieri
- 1659: El lindi don Diego ("Frumosul don Diego");
- 1672: El desdén con el desdén ("Disprețul cu dispreț").

## Vezi și
- Dona Diana

1. 1 2 3  Autoritatea BnF, accesat în 10 octombrie 2015
2. ↑  „Agustín Moreto”, Gemeinsame Normdatei, accesat în 28 aprilie 2014
3. ↑  Agustín Moreto y Cavana, SNAC, accesat în 9 octombrie 2017
4. 1 2 3 4  Agustín Moreto y Cavana, Diccionario biográfico español, accesat în 9 octombrie 2017
5. ↑  Agustin Moreto y Cavana, International Music Score Library Project, accesat în 9 octombrie 2017
6. 1 2  Kratkaia literaturnaia iențiklopedia
7. ↑  „Agustín Moreto”, Gemeinsame Normdatei, accesat în 15 decembrie 2014
8. ↑  „Agustín Moreto”, Gemeinsame Normdatei, accesat în 31 decembrie 2014
9. ↑  CONOR.SI[*] Verificați valoarea |titlelink= (ajutor)